# Bài ca người lính
Bài ca người lính (tiếng Nga: Баллада о солдате) là bộ phim điện ảnh Liên Xô sản xuất năm 1959, do Grigori Chukhrai đạo diễn.

## Nội dung
Đầu phim, với hình ảnh một phụ nữ nông dân Nga khắc khoải chờ đợi ngày về của người con trai trên một con đường heo hút, một giọng dẫn chuyện đã cho người xem đã biết rằng, Alyosha, con trai của bà, đã hi sinh nơi chiến trường và được chôn ở đâu đó tại một mảnh đất xa lạ.
Quay ngược lại thời gian, tại mặt trận phía Đông, người lính mười chín tuổi Alexei Nikolaevich Skvortsov (Vladimir Ivashov) tự tay tiêu diệt hai xe tăng tấn công của Đức, do phải tự bảo vệ bản thân hơn là sự dũng cảm. Vì thành tích này, tổng chỉ huy muốn trao tặng anh một huân chương. Tuy nhiên, thay vì huân chương, Alyosha muốn được một kỳ nghỉ phép để gặp lại mẹ mình và lợp lại mái nhà đã hỏng cho mẹ. Anh được kỳ nghỉ phép sáu ngày.
Trong hành trình về nhà, anh thấy được sự tàn phá chiến tranh trên đất nước và gặp gỡ những người khác nhau. Khi chiếc xe jeep chở Alyosha bị mắc kẹt trong bùn, anh lính Seryozha Pavlov đã giúp đẩy nó ra khỏi chỗ lầy. Biết được Alyosha sẽ về qua thành phố quê mình, Pavlov đã thuyết phục Alyosha chuyển hộ một món quà cho vợ mình. Trung sĩ ở trung đội của Pavlov miễn cưỡng cấp ra hai bánh xà phòng, đó là chỉ tiêu cho toàn bộ trung đội của họ.
Tại ga tàu, Alyosha đã mang giúp hành lý cho Vasya, một người lính giải ngũ vì bị mất một chân. Vasya không muốn trở về nhà vì sợ phải làm gánh nặng cho vợ và quan hệ của họ sẽ trục trặc. Tuy nhiên, ông đã đổi ý và được chào đón trong vòng tay rộng mở của người phụ nữ mà ông yêu.
Khi cố gắng lên một toa xe của một chuyến tàu chở hàng của quân đội, Alyosha bị Gavrilkin, một anh lính gác, chặn lại. Tuy sợ viên trung úy chỉ huy của mình nhưng anh ta đồng ý cho Alyosha lên sau khi đã nhận hối lộ một lon thịt bò. Shura (Zhanna Prokhorenko) sau đó cũng lẻn được lên trên tàu, nhưng khi cô nhìn thấy Alyosha, cô tỏ ra sợ hãi và cố gắng nhảy ra khỏi tàu đang chạy tốc độ cao. Alyosha đã ngăn cô mạo hiểm với mạng sống của mình. Cô nói với anh rằng cô đi gặp vị hôn phu của mình, một phi công đang hồi phục trong bệnh viện. Thời gian trôi qua, cô đã mất sự sợ hãi và tin tưởng vào anh. Gavrilkin phát hiện ra hành khách trốn vé này, buộc Alyosha phải hối lộ anh ta một lần nữa. Khi viên trung úy phát hiện ra các hành khách trái phép, ông cho phép họ vẫn được trên tàu và thậm chí buộc Gavrilkin phải trả lại tiền hối lộ.
Tại một điểm dừng, Alyosha xuống tàu để lấy nước, nhưng con tàu đã chạy và bỏ anh lại. Anh vội vàng đi nhờ chuyến xe tải của một phụ nữ già để tới ga tiếp theo. Anh đến ga quá muộn; tàu đã khởi hành. Tuy nhiên, Shura đã rời tàu và đang chờ anh ở đây. Cặp đôi sau đó đến gặp vợ của Pavlov. Họ phát hiện rằng cô đang sống với một người đàn ông khác nên lặng lẽ bỏ đi. Alyosha quay lại, lấy bánh xà phòng là món quà gửi cô để gửi cho người cha tàn tật của Pavlov.

## Diễn viên
| Diễn viên           | Vai diễn                        |
| ------------------- | ------------------------------- |
| Vladimir Ivashov    | Alyosha Skvortsov               |
| Zhanna Prokhorenko  | Shura                           |
| Antonina Maksimova  | Người mẹ                        |
| Nikolai Kryuchkov   | Viên tướng chỉ huy              |
| Yevgeni Urbansky    | Vasya                           |
| Elza Lezhdey        | Vợ Vasya                        |
| Aleksandr Kuznetsov | Gavrilkin                       |
| Yevgeni Teterin     | Đại úy                          |
| Gennadi Yukhtin     | Seryozha Pavlov                 |
| V. Markova          | Liza (vợ Pavlov)                |
| Marina Kremnyova    | Zoya (cô gái hàng xóm)          |
| Vladimir Pokrovsky  | Người cha tàn tật của Pavlov    |
| Georgi Yumatov      | Trung sĩ phát xà phòng          |
| Valentina Telegina  | Người phụ nữ già lái xe tải     |
| Lev Borisov         | Anh lính hay pha trò ở trên tàu |

## Vinh danh
- Giải đặc biệt của ban giám khảo, đề cử Cành cọ vàng - Liên hoan phim Cannes (1960)

## Sự thật thú vị
Bối cảnh phim diễn ra vào năm 1942, nhưng các nhân vật chỉ mặc trang phục được giới thiệu trong quân đội vào năm 1943. Đạo diễn Grigory Chukhrai đã cố tình làm điều đó. Anh ấy mong rằng bộ phim sẽ được phát hành ở châu Âu, nơi hình ảnh người lính Xô Viết-giải phóng quân trong bộ quân phục đặc biệt này, với dây đeo vai, đã hình thành, và anh ấy sợ rằng ở những nước được giải phóng bởi quân đội Liên Xô, họ có thể không nhận ra người lính-giải phóng trong hình thức cũ, nói: "Không, chúng tôi không được giải phóng bởi những người này"
- Ban đầu, Oleg Strizhenov và Lilia Aleshnikova được chấp thuận cho các vai chính , nhưng họ đã bị thay thế theo sự khăng khăng của Grigory Chukhrai[2]
- Vào ngày đầu tiên quay phim (cảnh khởi hành từ phía trước), Grigory Chukhrai bị thương ở chân, và khi họ quay lại, anh ta ngã bệnh vì sốt thương hàn [2]
- Vì quá trình quay phim, Zhanna Prokhorenko phải chuyển từ Trường Sân khấu Nghệ thuật Moskva đến VGIK[2]
- Một bộ phận đoàn phim ra đi do không đồng ý với ý đồ của đạo diễn[2]
- Các diễn viên tham gia bộ phim, những người sau này trong những năm khác nhau được phong tặng danh hiệu Nghệ sĩ Nhân dân Liên Xô - Nikolai Kryuchkov , Evgeny Evstigneev , Vsevolod Sanaev , Lyubov Sokolova . Ngoài ra, một số diễn viên đã trở thành Nghệ sĩ Nhân dân Nga Xô viết, bao gồm Vladimir Ivashov, Zhanna Prokhorenko, Georgy Yumatov, Vladimir Kashpur, Nina Menshikova.